# Raymond Jochem
Pas d'image ? Cliquez ici

a Compétitions nationales et continentales officielles uniquement.

Raymond Jochem, né le 2 août 1928 à Mayen et mort le 17 novembre 1996 au Cuing, est un joueur de rugby à XIII.
Il joue plusieurs années au rugby à XV et notamment le club du Red Star. En septembre 1951, il décide de changer de code de rugby et rejoint le club du Celtic de Paris aux côtés de Roger Arcalis et Élie Brousse. IUl reste deux saisons dans la capitale avant de rejoindre le club de Lézignan puis le club du XIII Catalan, remportant avec ce dernier le Championnat de France en 1957.

## Palmarès
- Collectif :
  - Vainqueur du Championnat de France : 1957 (XIII Catalan).
  - Finaliste de la Coupe de France : 1957 (XIII Catalan).

### En club
| Saison    | Saison          | Championnat           | Championnat | Championnat | Championnat | Championnat | Championnat | Championnat |
| Saison    | Saison          | Compétition           | M           | Pts         | Ess.        | Buts        | Dp.         |             |
| --------- | --------------- | --------------------- | ----------- | ----------- | ----------- | ----------- | ----------- | ----------- |
| 1951-1952 | Celtic de Paris | Championnat de France | ?           | -           | -           | -           | -           |             |
| 1952-1953 | Celtic de Paris | Championnat de France | ?           | -           | -           | -           | -           |             |
| 1953-1954 | Lézignan        | Championnat de France | ?           | -           | -           | -           | -           |             |
| 1954-1955 | Lézignan        | Championnat de France | ?           | -           | -           | -           | -           |             |
| 1955-1956 | ?               | Championnat de France | ?           | -           | -           | -           | -           |             |
| 1956-1957 | XIII Catalan    | Championnat de France | ?           | -           | -           | -           | -           |             |
| 1957-1958 | XIII Catalan    | Championnat de France | ?           | -           | -           | -           | -           |             |